# Stealing Harvard
Stealing Harvard es una película de comedia-crimen del 2002, dirigida por el cineasta canadiense Bruce McCulloch, acerca de un hombre que recurre al crimen para pagar la matrícula para la Universidad Harvard de su sobrina. 
La película está protagonizada por Jason Lee y Tom Green. Coprotagonizada por Leslie Mann, Dennis Farina, Richard Jenkins, John C. McGinley, Tammy Blanchard y Megan Mullally. El director Bruce McCulloch tiene un cameo en la película como el abogado de John. 
La película gira en torno a las juergas del crimen desafortunadas de John (Lee) y Duff (Green). Los diferentes argumentos secundarios incluyen a la familia de John, su novia y su padre, un juez pistolero y un perro enamorado de Duff.
Tom Green fue nominado al Peor actor de reparto por esta película en los Premios Golden Raspberry de 2002.

## Argumento
John (Jason Lee) está a punto de llevarse to-dos los beneficios de su bondad, ya que se está preparando para casarse con su novia de toda la vida, Elaine (Leslie Mann), ahora que han alcanzado su meta, ahorrar 30.000 dóla-res para pagar la entrada de la casa de sus sueños. O… a lo mejor no. Porque hace años, John hizo una solemne y ya olvidada prome-sa de pagar la matrícula de la universidad de su sobrina (quien vive en una caravana), Noreen (Tammy Blanchard), si esta era admitida en un buen colegio, y así ha sucedido. Ha sido aceptada por no otra universidad que la de Harvard, el glorioso baluarte de la educación universitaria. Ahora, todo lo que necesita de su tío John son 29.879 dólares para la matrícula. El dilema de John pronto se con-vierte en desastre, cuando Elaine anuncia emocionada que acaba de gastarse sus 30.000 dólares en una entrada para la casa que le gusta. Incapaz de contarle a su prometida lo que ha ocurrido por miedo a que le deje y su sobreprotector padre (Dennis Farina) le mutile, el desastre de pronto se convierte en catástrofe cuando el desesperado John le pide ayuda a su amigo Duff (Tom Green). Con tan sólo dos semanas para conseguir 30.000 dólares para la ma-trícula de Noreen, Duff hace que John caiga en una breve y com-pletamente desventurada vida del crimen.

## Personajes
La película está protagonizada por:
- Jason Lee como John Plummer.
- Tom Green como Walter P. 'Duff' Duffy
- Leslie Mann como Elaine Warner.
- Dennis Farina como el Señor Warner.
- Richard Jenkins como el honorable Juez Emmett Cook.
- John C. McGinley como Detective Charles.
- Tammy Blanchard como Noreen Plummer.
- Megan Mullally como Patty Plummer.
- Zeus como Rex, el perro.
- Chris Penn como David Loach.
- Seymour Cassel como Tío Jack.
- Ken Magee como Butcher.
- Martin Starr como El chico de la licorería.
- Mary Gillis como Mamá de Duff.
- Bruce McCulloch como Fidio, el abogado.

## Información Extra
- Fecha de lanzamiento 13 de septiembre de 2002 la película recaudó EE. UU. 13.973.532 dólares en la taquilla de EE. UU.[2]